# Zbąszynek
Zbąszynekⓘ (até 1945 em alemão: Neu Bentschen) é um município no oeste da Polônia. Pertence à voivodia da Lubúsquia, bem na fronteira com a voivodia da Grande Polônia, no condado de Świebodzin. É a sede da comuna urbano-rural de Zbąszynek. Entre 1975 e 1998, a cidade era administrativamente parte da voivodia de Zielona Góra.
Estende-se por uma área de 3,6 km², com 4 994 habitantes, segundo o censo de 31 de dezembro de 2021, com uma densidade populacional de 1 387,2 hab./km².
Zbąszynek está localizado em uma área que faz parte da histórica Grande Polônia.

## História
Zbąszynek foi fundada entre 1923 e 1939 como Neu Bentschen (Nova Zbąszyń), um assentamento alemão e posto alfandegário, próximo à estação de fronteira. A fundação não foi isenta de dificuldades, pois o conceito original de construir a estação perto de Dąbrówka Wielkopolska foi alterado devido a problemas com a compra de terras para o desenvolvimento. Por fim, o assentamento foi construído nos campos da vila de Kosieczyn.
No período entre guerras, uma grande e moderna infraestrutura ferroviária e uma colônia foram criadas conforme o conceito de cidade-jardim (projetado por Friedrich Veil). Neu Bentschen era habitada predominantemente por alemães que trabalhavam na ferrovia durante esse período. A colônia tinha duas igrejas (uma evangélica e uma católica, ambas construídas em 1929 em um estilo característico do período entre guerras), uma gráfica de propriedade de Carl Albrecht, um centro comunitário (Deutsches Haus), uma escola, uma agência de correio e um banco. Administrativamente, a colônia pertencia ao condado de Międzyrzecz.
Durante a Segunda Guerra Mundial, havia campos de trabalho forçado na cidade, onde trabalhavam (em vários momentos) esquadrões de trabalho compostos por prisioneiros de guerra soviéticos, franceses e italianos, além de judeus do Gueto de Łódź. Como resultado das péssimas condições, muitos dos trabalhadores forçados morreram de exaustão e doenças. Os trabalhadores forçados trabalhavam principalmente na expansão da infraestrutura ferroviária e em sua adaptação para atender aos transportes de guerra. Atos de sabotagem eram frequentemente realizados durante esse trabalho e impiedosamente punidos pelos alemães.

Em janeiro de 1945, os habitantes de Neu Bentschen e dos vilarejos vizinhos foram evacuados por trem através do rio Óder. Não houve batalhas contra a cidade, portanto ela permaneceu intacta (quase não foi afetada por devastação e saques, mas foi saqueada e incendiada pelo Exército Vermelho) e poderia ter sido uma das etapas da ação de repatriação. A partir de 1945, com o nome temporário de Nowy Zbąszyń (a partir de 1946 com o nome atual), já na Polônia, foram concedidos os direitos municipais. Entre 1945 e 1989, a ferrovia desempenhou um papel dominante na cidade, sendo o principal local de trabalho e contribuindo para o desenvolvimento abrangente da infraestrutura da cidade. Naquela época, Zbąszynek era um dos mais importantes entroncamentos ferroviários na rota Berlim-Varsóvia.
Hoje, a maior fábrica da área é a empresa IKEA, empresa de produção e venda de móveis e artigos de decoração, e várias fábricas colaboradoras. O antigo depósito de locomotivas é usado para atender às composições de trens da Koleje Wielkopolskie, incluindo os trens de produção polonesa do tipo Pesa Elf. Perto dali fica a reserva florestal Kręcki Łęg (área de 65 hectares) e os vilarejos de Chlastawa, com uma igreja histórica de madeira de 1637, Kosieczyn, com uma igreja de madeira (conforme a última pesquisa dendrocronológica, uma das mais antigas do país) datada de cerca de 1406 e uma casa senhorial dos séculos XVII-XVIII, e Dąbrówka Wielkopolska, conhecida por sua luta pela polonidade no período entre guerras e pelas atividades da União dos Poloneses na Alemanha.

## Demografia
Conforme os dados do Escritório Central de Estatística da Polônia (GUS) de 31 de dezembro de 2022, Zbąszynek é uma cidade muito pequena com uma população de 4 921 habitantes (23.º lugar na voivodia da Lubúsquia e 582.º na Polônia), tem uma área de 3,57 km² (39.º lugar na voivodia da Lubúsquia e 898.º lugar na Polônia) e uma densidade populacional de 1 378,43 hab./km² (8.º lugar na voivodia da Lubúsquia e 168.º lugar na Polônia). Nos anos 2002–2021, o número de habitantes diminuiu 4,1%.
Os habitantes de Zbąszynek constituem cerca de 8,91% da população do condado de Świebodzin, constituindo 0,50% da população da voivodia da Lubúsquia.
| Descrição                         | Total      | Total    | Mulheres   | Mulheres | Homens     | Homens   |
| --------------------------------- | ---------- | -------- | ---------- | -------- | ---------- | -------- |
| unidade                           | habitantes | %        | habitantes | %        | habitantes | %        |
| população                         | 4 921      | 100      | 2 540      | 51,6     | 2 381      | 48,4     |
| superfície                        | 3,57 km²   | 3,57 km² | 3,57 km²   | 3,57 km² | 3,57 km²   | 3,57 km² |
| densidade populacional (hab./km²) | 1 378,43   | 1 378,43 | 711,27     | 711,27   | 667,16     | 667,16   |

## Monumentos históricos

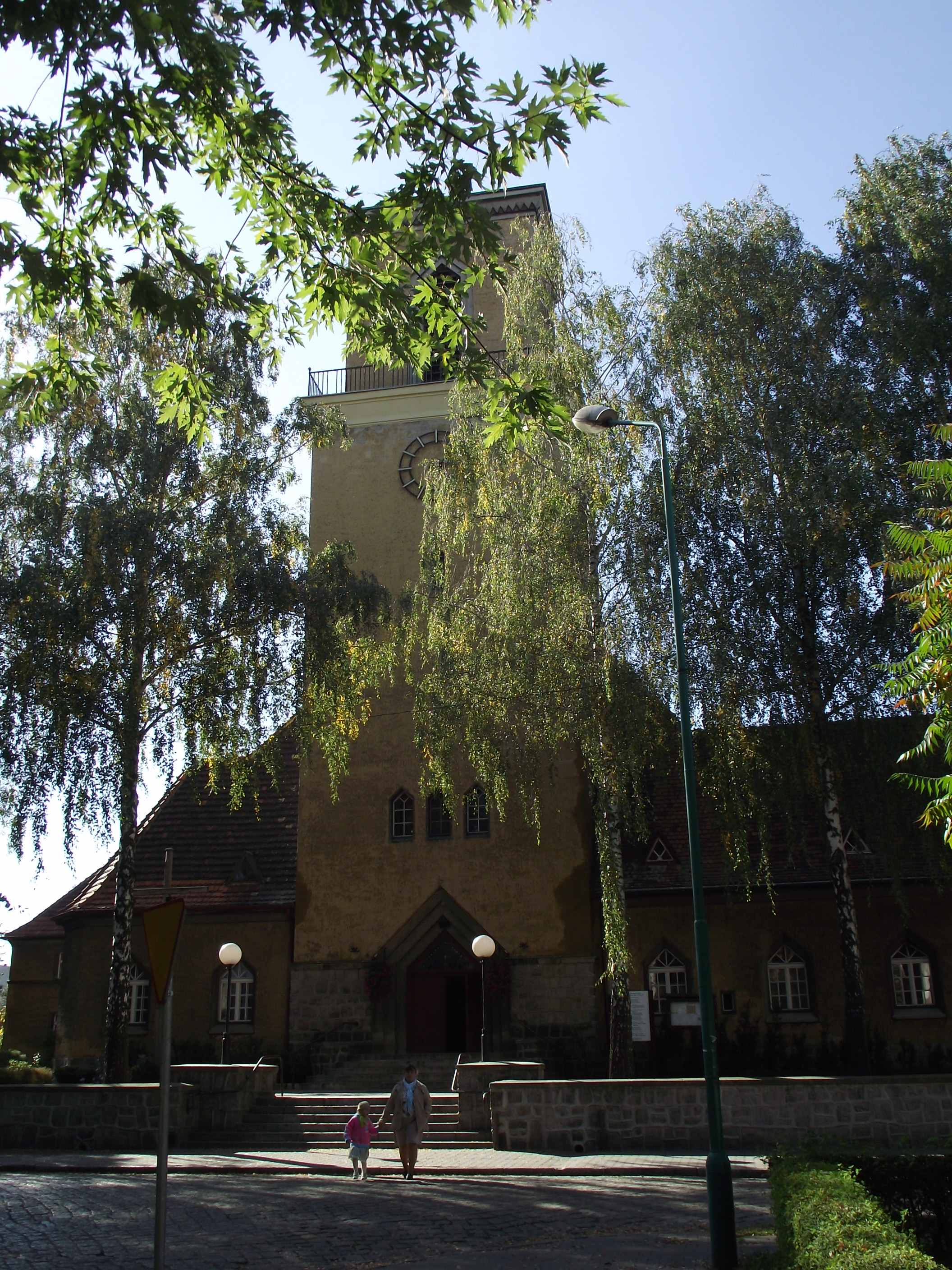
Igreja da Natividade da Bem-Aventurada Virgem Maria

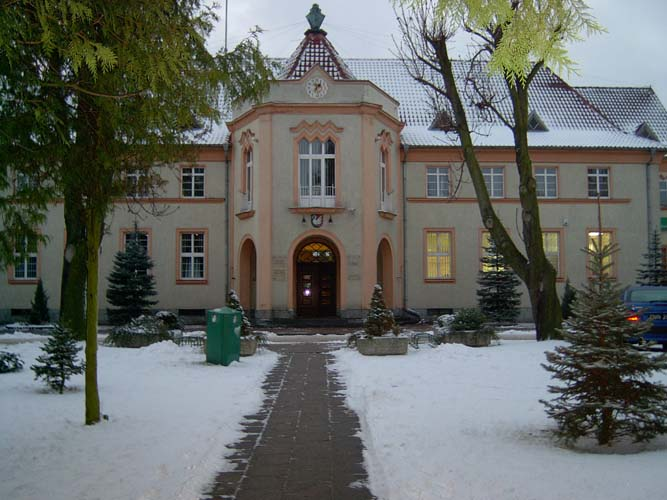
Sede da cidade e da comuna em Zbąszynek

O registro provincial de monumentos inclui:
- Igreja filial de São Pedro e São Paulo, datada de 1929–1930
- Complexo da igreja evangélica, rua Długa, 29/30, de 1928–1929:
  - Igreja, agora igreja paroquial católica romana dedicada à Natividade da Bem-Aventurada Virgem Maria, de 1928
  - Casa paroquial, agora vicariato
  - Antiga casa comunitária evangélica
  - Muro de tijolos com portões

Outros monumentos:
- Estação ferroviária de 1923
- Prefeitura e gabinete municipal de 1930
- Centro comunitário em estilo modernista

## Cultura

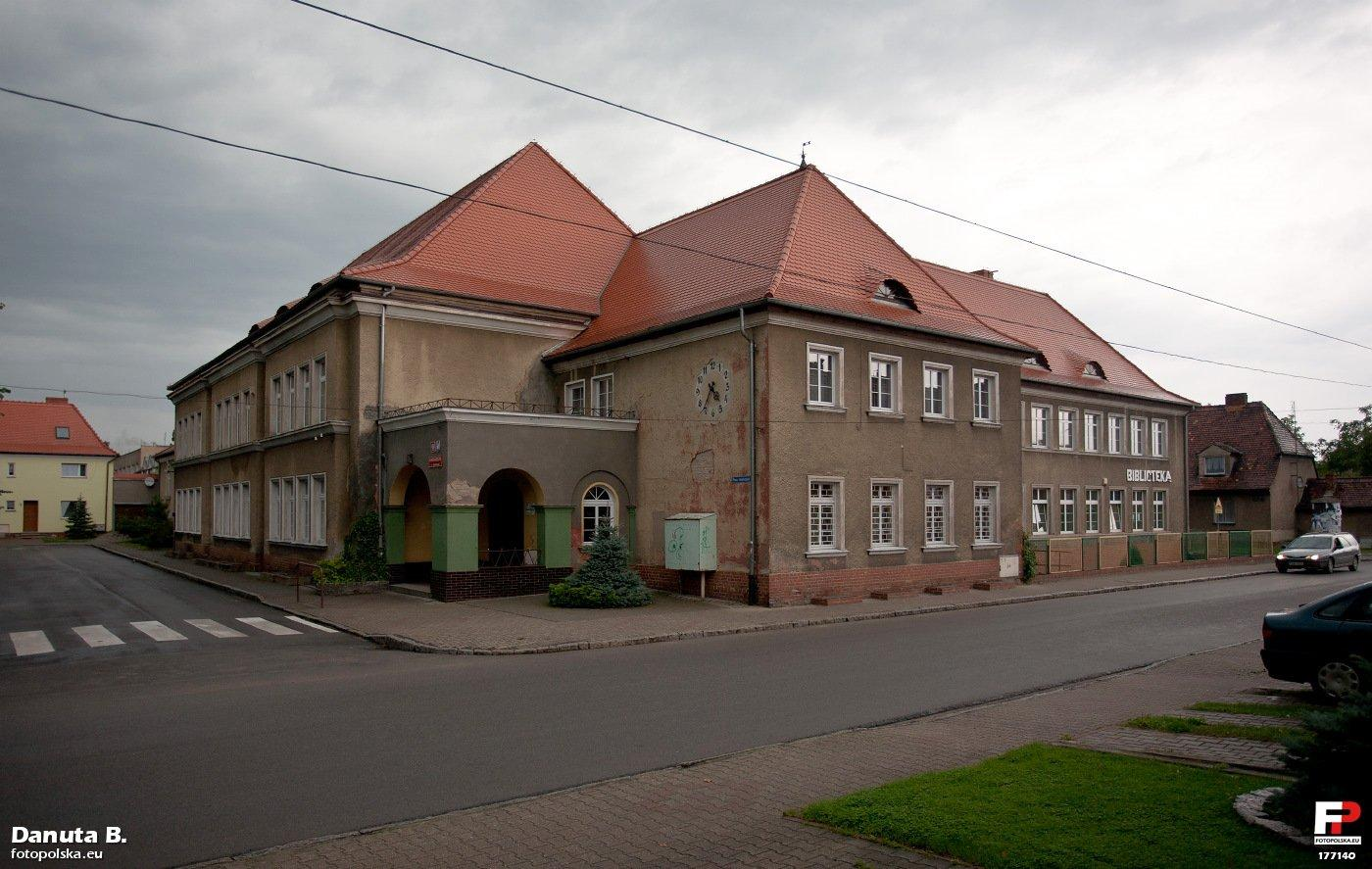
Ginásio e Biblioteca Pública Municipal, 1925

- A cidade pertence à Região de Kozła, uma associação de comunas localizada na fronteira das voivodias da Grande Polônia e da Lubúsquia, que cultiva tradições folclóricas[12]
- Centro cultural dos Trabalhadores Ferroviários[13]
- Cinema Muza[14]
- Biblioteca Municipal de Zbąszynek[15]

## Educação
- Jardim de infância particular “Pod Muchomorkiem”[16]
- Escola primária com equipes de integração Powstańców Wielkopolskich[17]
- Escola primária II Armii Wojska Polskiego — ramo 2 (anteriormente, Escola secundária Polskich Olimpijczyków)[18]
- Centro de Educação Profissional e Continuada (Complexo da Escola Secundária Técnica João Paulo II)[19]

## Esporte
- Clube Esportivo Municipal “Syrena” Zbąszynek — clube de futebol fundado em 1945, e joga na IV Liga da Lubúsquia[20]
- Semafor Zbąszynek — seções de futebol, tiro e pesca
- SPS Strefa Piłki Siatkowej Zbąszynek — seção de voleibol feminino e masculino[21]
- Academia de Futebol Zbąszynek[22]

## Transporte

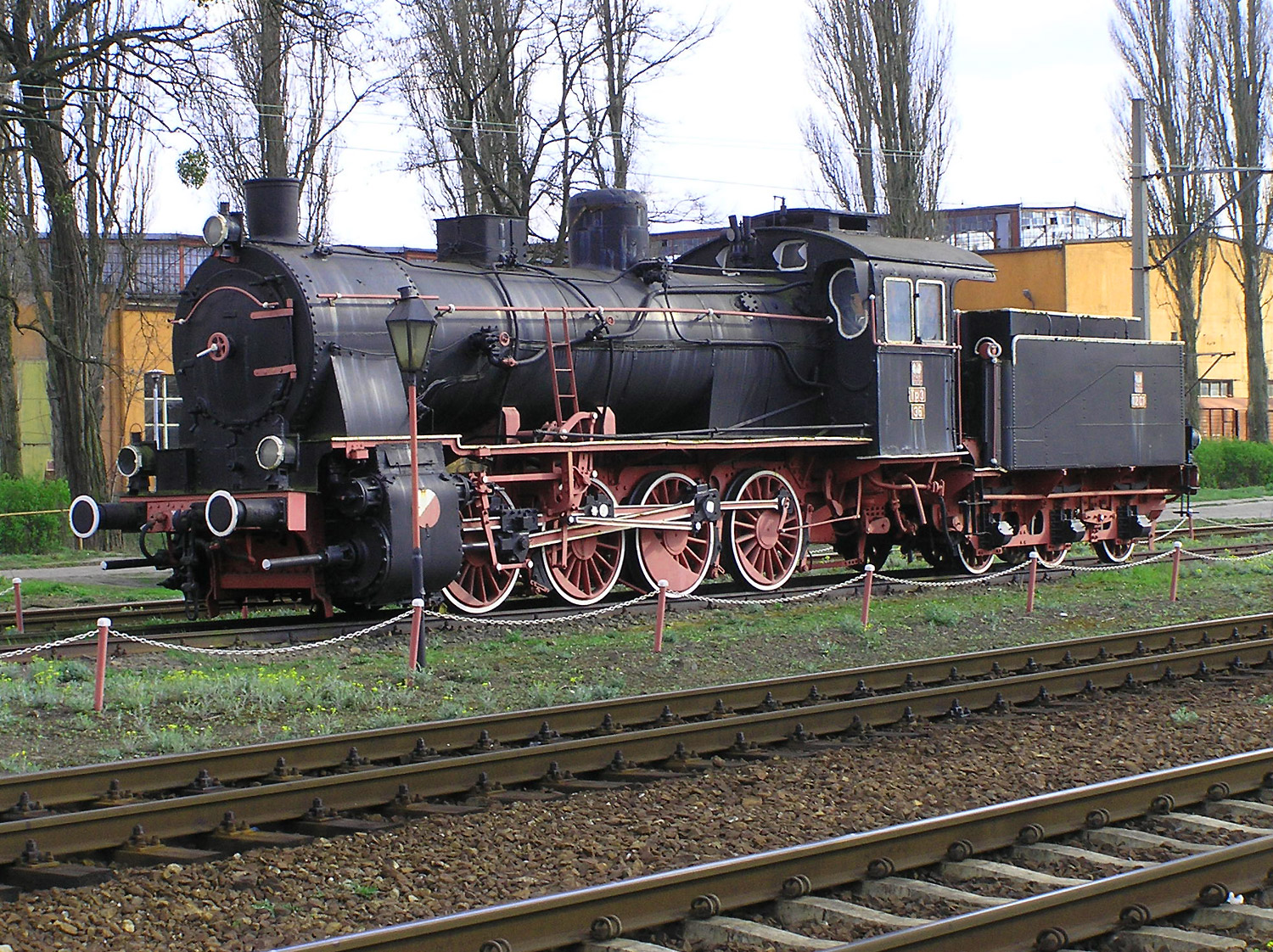
Locomotiva a vapor Tp3 na estação de Zbąszynek

Um importante entroncamento ferroviário. As linhas de trem conectam Zbąszynek diretamente a muitas cidades:
- Zbąszynek – Poznań – Varsóvia
- Zbąszynek – Poznań – Bydgoszcz – Gdynia
- Zbąszynek – Świebodzin – Rzepin – Frankfurt an der Oder – Berlim
- Zbąszynek – Sulechów – Zielona Góra – Nowa Sól
- Zbąszynek – Zbąszyń – Wolsztyn – Leszno
- Zbąszynek – Międzyrzecz – Skwierzyna – Gorzów Wielkopolski

A estrada provincial n.º 302 para Nowy Tomyśl passa perto da cidade.